# Berrader
Berrader és un antic poble i moderna urbanització de xalets del terme municipal d'Espot, a la comarca del Pallars Sobirà.
Està situat al sud-est d'Espot i a llevant de Super Espot; forma part del complex de l'estació d'esquí. Actualment són pràcticament quatre blocs d'apartaments.

## Etimologia
Segons Joan Coromines, Berrader és un dels molts topònims pirinencs d'origen basc, almenys en part. Coromines postula la hipòtesi de berro (esbarzer) més rader (per metàtesi de darrer); és a dir, l'esbarzer darrer, fent referència a l'altitud del lloc, on ja es comença a perdre la vegetació.